# Oreopanax epificus
Oreopanax epificus är en araliaväxtart som beskrevs av José Cuatrecasas. Oreopanax epificus ingår i släktet Oreopanax och familjen Araliaceae. Inga underarter finns listade.